# Земландская группа войск
Земландская группа войск — временное оперативное объединение советских войск 3-го Белорусского фронта и соединений расформированного 1-го Прибалтийского фронта во время Великой Отечественной войны.

## Создание
Группа создана 24 февраля 1945 года преобразованием соединений расформированного 1-го Прибалтийского фронта в Земландскую группу войск.

## Участие в сражениях и битвах
- Восточно-Прусская стратегическая наступательная операция
  - Инстербургско-Кёнигсбергская наступательная операция – с 14 января 1945 года по 26 января 1945 года
  - Млавско-Эльбингская наступательная операция – с 14 января 1945 года по 26 января 1945 года
  - Растенбургско-Хейльсбергская наступательная операция – с 27 января 1945 года по 12 марта 1945 года.
  - Браунсбергская наступательная операция – с 13 марта 1945 года по 22 марта 1945 года.

## Командование
- Командующий Земландской группой войск генерал армии Баграмян Иван Христофорович
- Член Военного Совета Земландской группы войск генерал-лейтенант Рудаков Михаил Васильевич
- Начальник штаба Земландской группы войск генерал-полковник Курасов Владимир Васильевич

## Боевой состав
- 2-я гвардейская армия
  - 11-й гвардейский стрелковый корпус
  - 60-й стрелковый корпус
  - 103-й стрелковый корпус
- 11-я гвардейская армия
  - 8-й гвардейский стрелковый корпус
  - 16-й гвардейский стрелковый корпус
  - 36-й гвардейский стрелковый корпус
- 39-я армия
  - 5-й гвардейский стрелковый корпус
  - 54-й стрелковый корпус
  - 94-й стрелковый корпус
  - 113-й стрелковый корпус
- 43-я армия
  - 13-й гвардейский стрелковый корпус
  - 90-й стрелковый корпус
  - 103-й стрелковый корпус
- 50-я армия
  - 69-й стрелковый корпус
  - 81-й стрелковый корпус

3-я воздушная армия
- 11-й истребительный авиационный корпус
  - 5-я гвардейская истребительная авиационная дивизия
  - 190-я истребительная авиационная дивизия
- 6-й бомбардировочный авиационный корпус
  - 113-я бомбардировочная авиационная дивизия
  - 326-я бомбардировочная авиационная дивизия
  - 334-я бомбардировочная авиационная дивизия
- 3-я гвардейская бомбардировочная авиационная дивизия
- 326-я бомбардировочная авиационная дивизия
- 314-я ночная бомбардировочная авиационная дивизия
- 211-я штурмовая авиационная дивизия
- 335-я штурмовая авиационная дивизия
- 259-я истребительная авиационная дивизия
- 6-й гвардейский штурмовой авиационный полк
- 11-й разведывательный авиационный полк
- 206-й корректировочно-разведывательный авиационный полк
- 87-й санитарный авиационный полк
- 763-й транспортный авиационный полк
- 399-й авиационный полк связи
- 353-й авиационный полк связи

## Благодарности Верховного Главнокомандующего
- За овладение городом и крепостью Кёнигсберг[2]
- За овладение  последним опорным пунктом обороны немцев на Земландском полуострове городом и крепостью Пиллау – крупным портом и военно-морской базой немцев на Балтийском море[3] приказом ВГК от 25 апреля 1945 г. объявлена благодарность и в Москве дан салют двадцатью артиллерийскими залпами из двухсот двадцати четырех орудий.